# Fleury-sur-Loire
Fleury-sur-Loire ist eine französische Gemeinde mit 228 Einwohnern (Stand 1. Januar 2022) im Département Nièvre in der Region Bourgogne-Franche-Comté (vor 2016 Bourgogne). Sie gehört zum Arrondissement Nevers und zum Kantons Saint-Pierre-le-Moûtier (bis 2015 Decize). 

## Geographie
Fleury-sur-Loire liegt etwa 25 Kilometer südöstlich von Nevers an der Loire und am Canal latéral à la Loire. Umgeben wird Fleury-sur-Loire von den Nachbargemeinden Béard im Norden, Druy-Parigny im Nordosten, Avril-sur-Loire im Osten und Südosten, Neuville-lès-Decize im Süden sowie Luthenay-Uxeloup im Westen und Nordwesten.

## Bevölkerungsentwicklung
| Jahr                       | 1962 | 1968 | 1975 | 1982 | 1990 | 1999 | 2006 | 2013 |
| Einwohner                  | 296  | 274  | 255  | 273  | 250  | 263  | 243  | 241  |
| Quellen: Cassini und INSEE |      |      |      |      |      |      |      |      |

## Sehenswürdigkeiten
- Kirche Saint-Julien, seit 1971 Monument historique

## Weblinks

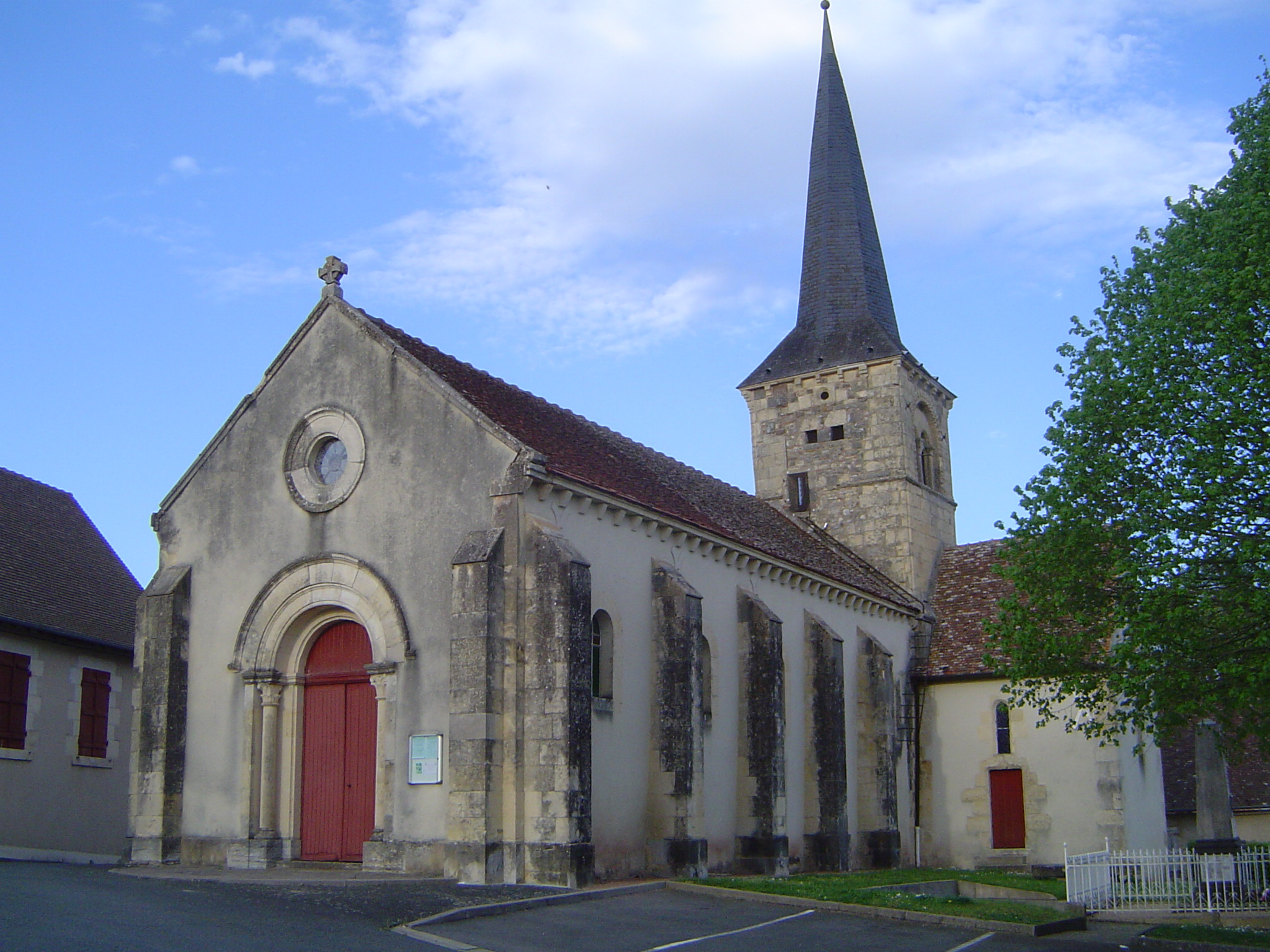
Kirche Saint-Julien